# جغرافیای امارات متحده عربی

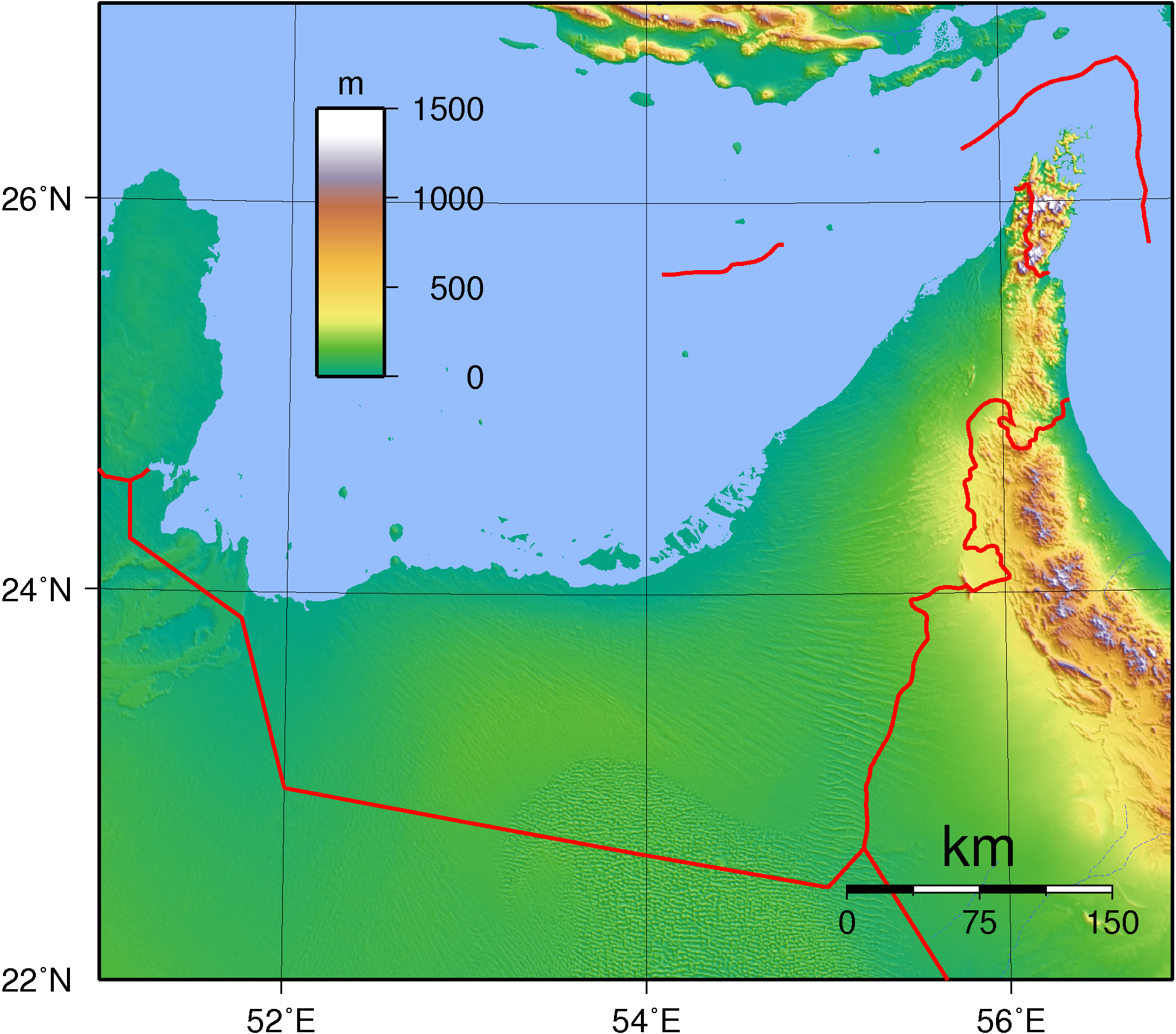
نقشه ناهمواری‌های امارات متحده عربی.

امارات متحده عربی کشوری است در جنوب غرب آسیا، واقع در منطقه خاورمیانه و در بخش شرقی جهان عرب. امارات متحده هم‌مرز با خلیج عمان و خلیج فارس است و میان عمان و عربستان سعودی قرار دارد. این کشور در یک جایگاه راهبردی در نزدیکی‌های تنگه هرمز، شاهراه مهم ترابری نفتی جهان، جای گرفته‌است.
مرزهای زمینی امارات در کل ۸۶۷ کیلومتر است. این کشور مرزی ۱۹ کیلومتری با قطر در شمال غرب، مرزی ۵۳۰ کیلومتری با عربستان سعودی در غرب، جنوب و جنوب شرق و یک مرز ۴۵۰ کیلومتری با عمان در جنوب شرق و شمال شرق دارد. مرز زمینی امارات با قطر در منطقه خور العُدَید بین دو کشور مورد اختلاف و مناقشه است. طول خط ساحلی امارات ۱٬۳۱۸ کیلومتر است. ادعاهای دریایی این کشور شامل ۱۲ مایل دریایی دریای سرزمینی است.
به عنوان ادامه‌ای از صحرای ربع‌الخالی عربستان، بیشتر امارات متحده عربی هم بیابان است؛ با تپه‌های شن و ماسه‌ای بزرگ و روان. مناطق کرانه‌ای امارات در خلیج فارس پست و مسطح است، در حالی که رشته‌کوه حجر بر شمال شرق کشور تسلط دارد. کوه مِبْرَح‎ (کوه یِبِر)، بلندترین نقطه کشور، در آنجا واقع شده‌است که ارتفاعش به ۱۷۲۷ متر می‌رسد. امارات متحده عربی هیچ رودخانه یا دریاچه قابل توجهی ندارد. این کشور در خلیج فارس شمار زیادی جزیره کوچک دارد.
شهرهای اصلی امارات متحده عربی در کنار خورها پدید آمده‌اند. خورها شاخابه‌هایی از آب دریا هستند که به درون خشکی وارد شده‌اند. این خورها در دوره پیشامدرن بستری برای پیشه‌های ماهیگیری و صید مروارید فراهم می‌کردند. معروف‌ترین آنها خور دبی است که در دوران‌های باستان تا واحه العین امتداد داشت و یونانیان به آن رودخانه زارا می‌گفتند.

## پهناوری
مساحت این کشور تقریباً ۸۳٬۶۰۰ کیلومتر مربع است که در رده ۱۱۵ دنیا از نظر پهناوری قرار می‌گیرد (قابل مقایسه با مساحت جمهوری آذربایجان). مساحت دقیق این کشور به دلیل عدم اطلاع‌رسانی دقیق در مورد مساحت بسیاری از جزایر این کشور و به دلیل اختلافات مرزهای زمینی‌اش، به ویژه با عربستان سعودی، همچنان ناشناخته مانده‌است.
امارات متحده از نظر مساحت بین کشورهای جهان در رده ۱۱۶اُم و در بین کشورهای جهان عرب در رتبه پانزدهم است. امارات سومین کشور بزرگ شورای همکاری خلیج فارس است.
بزرگ‌ترین امیرنشین، یعنی ابوظبی، با ۷۲٬۷۳۲ کیلومتر مربع، ۸۷ درصد از کل مساحت امارات متحده عربی را تشکیل می‌دهد. کوچک‌ترین امارت، یعنی عجمان، تنها ۲۵۹ کیلومتر مربع را دربر می‌گیرد.
| امیرنشین  | مساحت              | درصد از مساحت کل کشور |
| --------- | ------------------ | --------------------- |
| ابوظبی    | ۷۶۳۴۰ کیلومتر مربع | ۸۶٬۶۷٪                |
| دبی       | ۳۸۸۵ کیلومتر مربع  | ۵٪                    |
| شارجه     | ۲۵۹۰ کیلومتر مربع  | ۳٬۳۳٪                 |
| رأس‌الخیمه | ۱۶۸۴ کیلومتر مربع  | ۲٬۲٪                  |
| فُجیره     | ۱۱۶۵ کیلومتر مربع  | ۱٬۵٪                  |
| ام‌القیوین | ۷۷۷ کیلومتر مربع   | ۱٪                    |
| عجمان     | ۲۵۹ کیلومتر مربع   | ۰٬۳۳٪                 |

## جغرافیای طبیعی
امارات بیش از ۶۵۰ کیلومتر در امتداد کرانه جنوبی خلیج فارس امتداد دارد. بیشتر خط ساحلی این کشور از دشت‌های نمکی تشکیل شده‌است که به داخل کشور گسترش می‌یابد. بزرگ‌ترین بندر طبیعی امارات در دبی است، اگرچه بنادر دیگری نیز در ابوظبی، شارجه و جاهای دیگر برای استفاده لایروبی شده‌اند.
امارات جزایر پرشماری در خلیج فارس دارد و بر برخی از جزیره‌های ایران و قطر نیز ادعای مالکیت می‌کند. جزایر کوچک این کشور و بسیاری از صخره‌های مرجانی و شن‌های متحرک ساحلی تهدیدی برای کشتیرانی هستند. جزر و مد شدید و توفان‌های باد گاه به گاه، حرکت کشتی را در نزدیکی سواحل امارات پیچیده‌تر می‌کند.

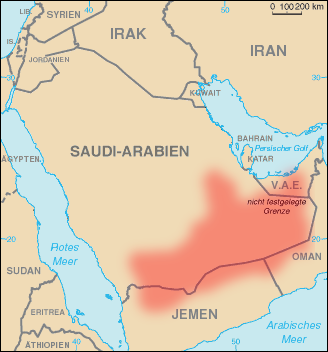
گستره ربع‌الخالی، به رنگ قرمز

امارات متحده عربی همچنین در کناره خلیج عمان حدود ۹۰ کیلومتر ساحل دارد، در منطقه‌ای که نام آن باطنه است. رشته‌کوه حجر غربی که در جاهایی به بلندی ۲۵۰۰ متر می‌رسد، ساحل باطنه را از بقیه امارات جدا می‌کند. بخش اماراتی کوه‌های حجر غربی با شروع از مرز امارات و عمان در کرانه‌های خلیج فارس (در محلی به نام شبه‌جزیره مُسَندَم)، حدود ۱۵۰ کیلومتر به سمت جنوب شرق امتداد پیدا می‌کنند تااین‌که به مرز امارات متحده عربی و عمان می‌رسند. این رشته‌کوه تحت نام کوه‌های حجر شرقی برای بیش از ۵۰۰ کیلومتر دیگر در عمان ادامه می‌یابد. دامنه‌های پرشیب این کوهستان در بسیاری از مناطق مستقیماً وارد دریا می‌شوند. با این وجود، امارات بندرگاه‌های کوچکی در دِبّاء الحِصن، کَلبا و خور فَکّان در خلیج عمان دارد. در فجیره که این کوه‌ها به ساحل نزدیک نمی‌شوند، سواحل شنی وجود دارد.
در جنوب و غرب ابوظبی، تپه‌های شنی و متحرک امارات با ناحیه ربع‌الخالی عربستان سعودی یکی می‌شوند. منطقه بیابانی ابوظبی شامل دو واحه مهم با آب زیرزمینی کافی برای سکونتگاه‌های دائمی و کشاورزی است. یکی واحه بزرگ لیوا در جنوب در نزدیکی مرز نامشخص با عربستان سعودی؛ و دیگری در حدود ۱۰۰ کیلومتری شمال شرق آن به نام واحه بُرَیمی که از دو سوی مرز ابوظبی-عمان گسترده شده‌است.
بریتانیا پیش از خروج از منطقه در سال ۱۹۷۱، مرزهای داخلی در میان هفت امارت را ترسیم کرد تا از مناقشات سرزمینی بین آنها جلوگیری کرده و موانع بر سر شکل‌گیری فدراسیون را از پیش پا بردارد. به‌طور کلی، امرای امیرنشین‌ها دخالت انگلیس را پذیرفتند، اما در مورد اختلافات مرزی بین ابوظبی و دبی و همچنین بین دبی و شارجه، ادعاهای دوسویه تا زمان استقلال امارات حل نشد. پیچیده‌ترین مرزها در کوه‌های حجر غربی بود، جایی که پنج امیرنشین مختلف در مورد حوزه نفوذ خود در ده‌ها درون‌بوم اختلاف داشتند.

## آب‌وهوا
امارات آب‌وهوایی بیابانی و سرزمینی هموار دارد که قسمت شرقی آن کوهستانی و سردتر است و تنها ۰٫۷۷ درصد خاک آن قابل کشاورزی است.
آب و هوای امارات متحده عربی به‌طور کلی در طول روز بسیار گرم و آفتابی است اما شب‌ها بسیار سرد می‌شود. گرم‌ترین ماه‌های سال ژوئیه و اوت است که طی آن میانگین حداکثر دما در دشت ساحلی از ۵۰ درجه سانتی‌گراد بالاتر است. در کوه‌های حجر غربی دمای هوا به‌طور چشمگیری خنک‌تر است. میانگین حداقل دما در ژانویه و فوریه بین ۱۰ تا ۱۴ درجه سانتی‌گراد است. در اواخر ماه‌های تابستان، وزش باد شدیدی به «شَرجی» از سوی جنوب شرق باعث می‌شود منطقه ساحلی شرایط هوایی ناخوشایندی پیدا کند. متوسط بارندگی سالانه در منطقه ساحلی کمتر از ۱۲۰ میلی‌متر است، اما در برخی مناطق کوهستانی بارندگی سالانه اغلب به ۳۵۰ میلی‌متر می‌رسد.
در طی ماه‌های تابستان، باران در منطقه ساحلی به صورت رگبارهای کوتاه و شدید رخ می‌دهد، و بعضی اوقات منجر به جاری شدن سیل در خشکرودها می‌شود. این منطقه گاه دچار توفان شن می‌شود که دید را به شدت کاهش می‌دهد. کوه جیس در راس‌الخیمه از زمان شروع ثبت آب‌وهوایی تاکنون سه بار برف را تجربه کرده‌است (در سال‌های ۲۰۰۴، ۲۰۰۹ و ۲۰۱۷ میلادی).

## گیاهان و جانوران

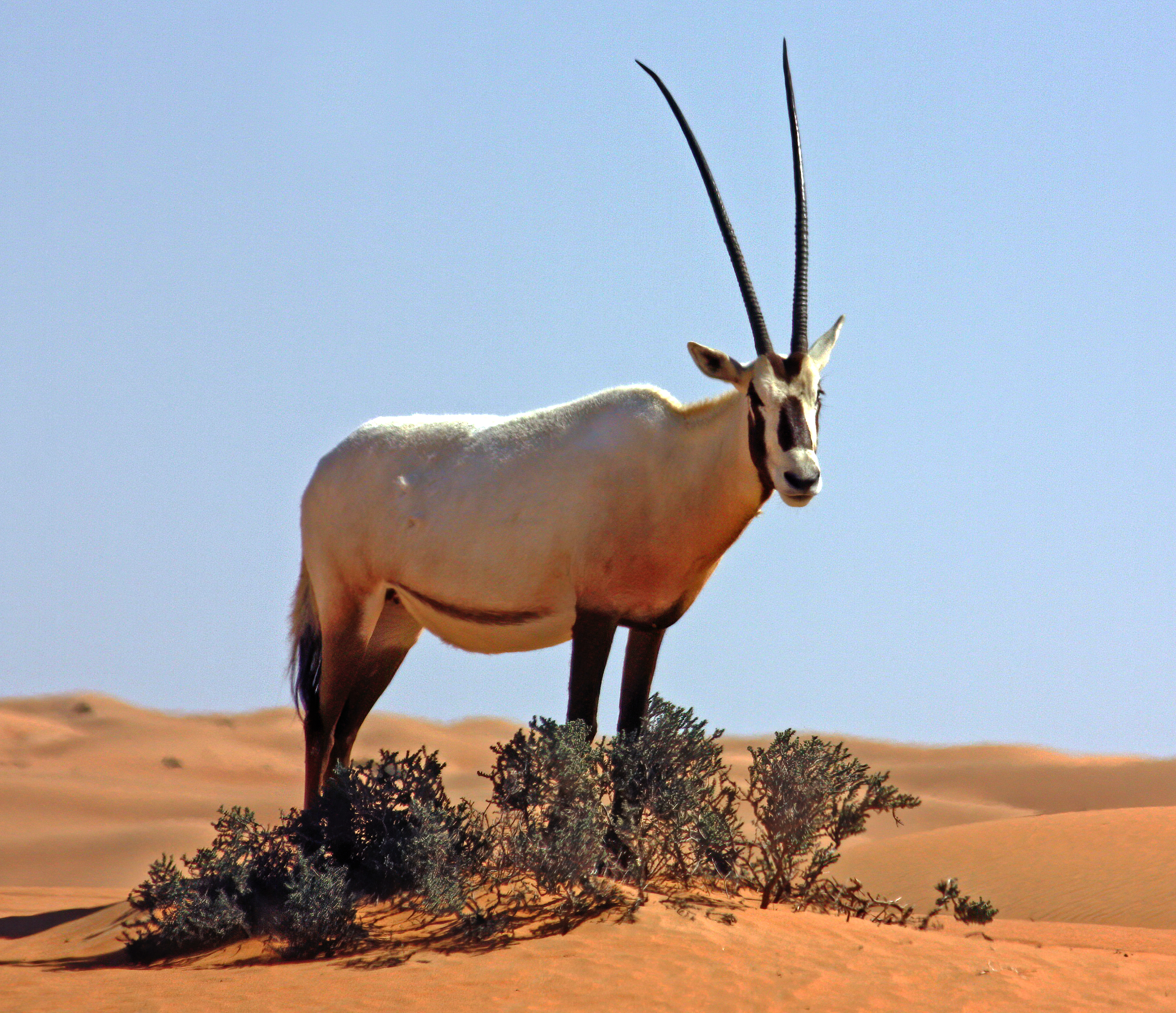
تیزشاخ عربی در ذخیره‌گاه بیابانی دبی.

در واحه‌های امارات درختان نخل، اقاقیا و اکالیپتوس رشد می‌کنند. در بیابان پوشش گیاهی بسیار پراکنده‌است و از علفزارها و بوته‌های خاردار تشکیل شده‌است. جانوران بومی منطقه به دلیل شکار بی‌رویه به انقراض نزدیک شده بودند، اما برنامه حفاظتی که در جزیره بنی‌یاس در دهه ۱۹۷۰ توسط شیخ زاید بن سلطان آل نهیان آغاز شده باعث زنده ماندن گونه‌هایی مانند، به عنوان مثال تیزشاخ عربی و پلنگ شده‌است. آبزیان ساحلی امارات عمدتاً از ماهی خال‌خالی، ماهی لوتی و ماهی تن و همچنین کوسه و نهنگ تشکیل شده‌اند.
در اوج فصل مهاجرت، حدود ۲۵۰ هزار پرنده آبچر به کرانه‌های خلیج فارس در امارات می‌آیند که شامل گونه‌های سلیم خاکستری، سلیم شنی، سلیم شنی کوچک، سلیم خرچنگ‌خوار و تلیله نوک‌پهن می‌شوند.

## نگاره‌ها

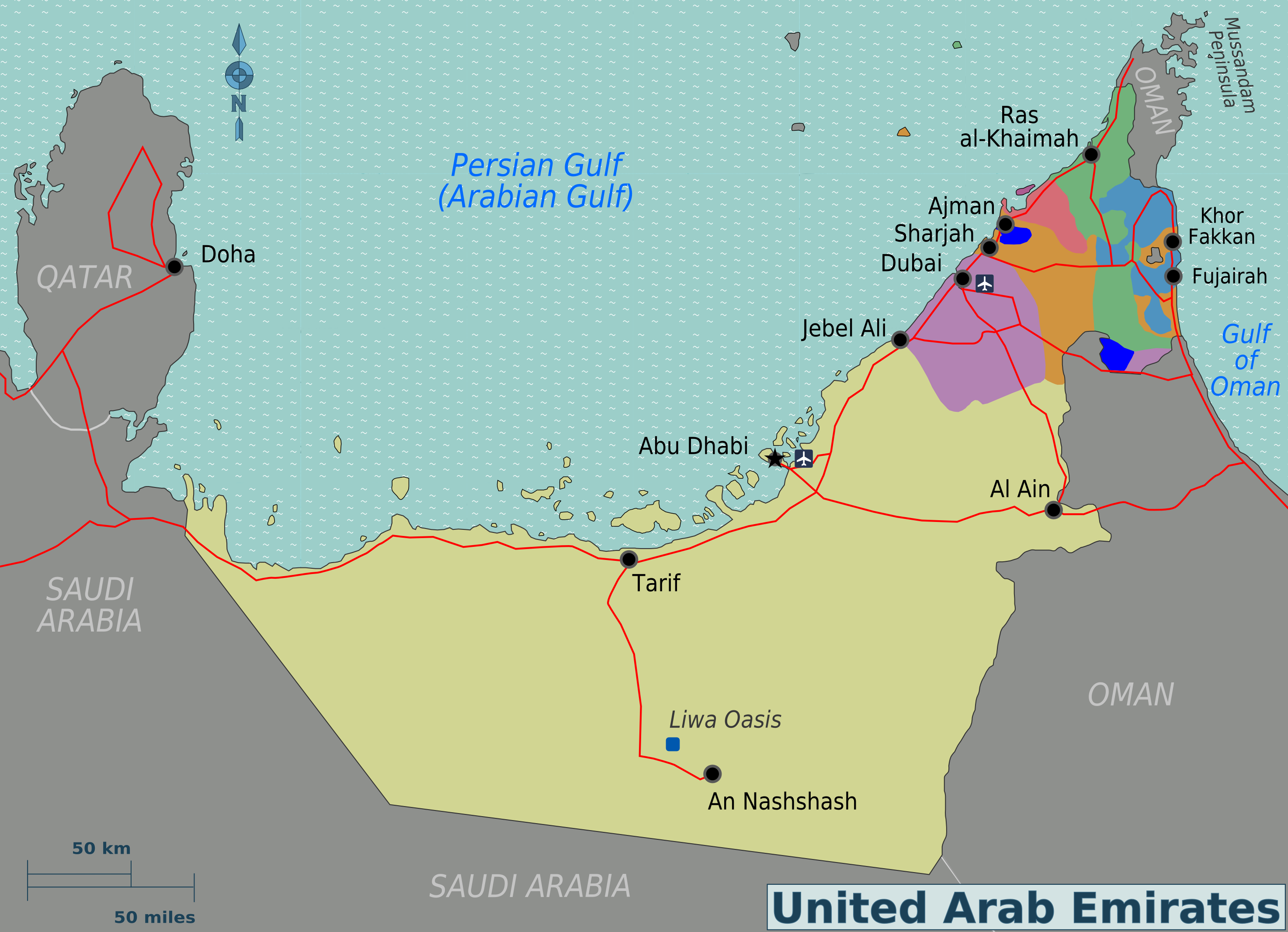
امیرنشین‌ها
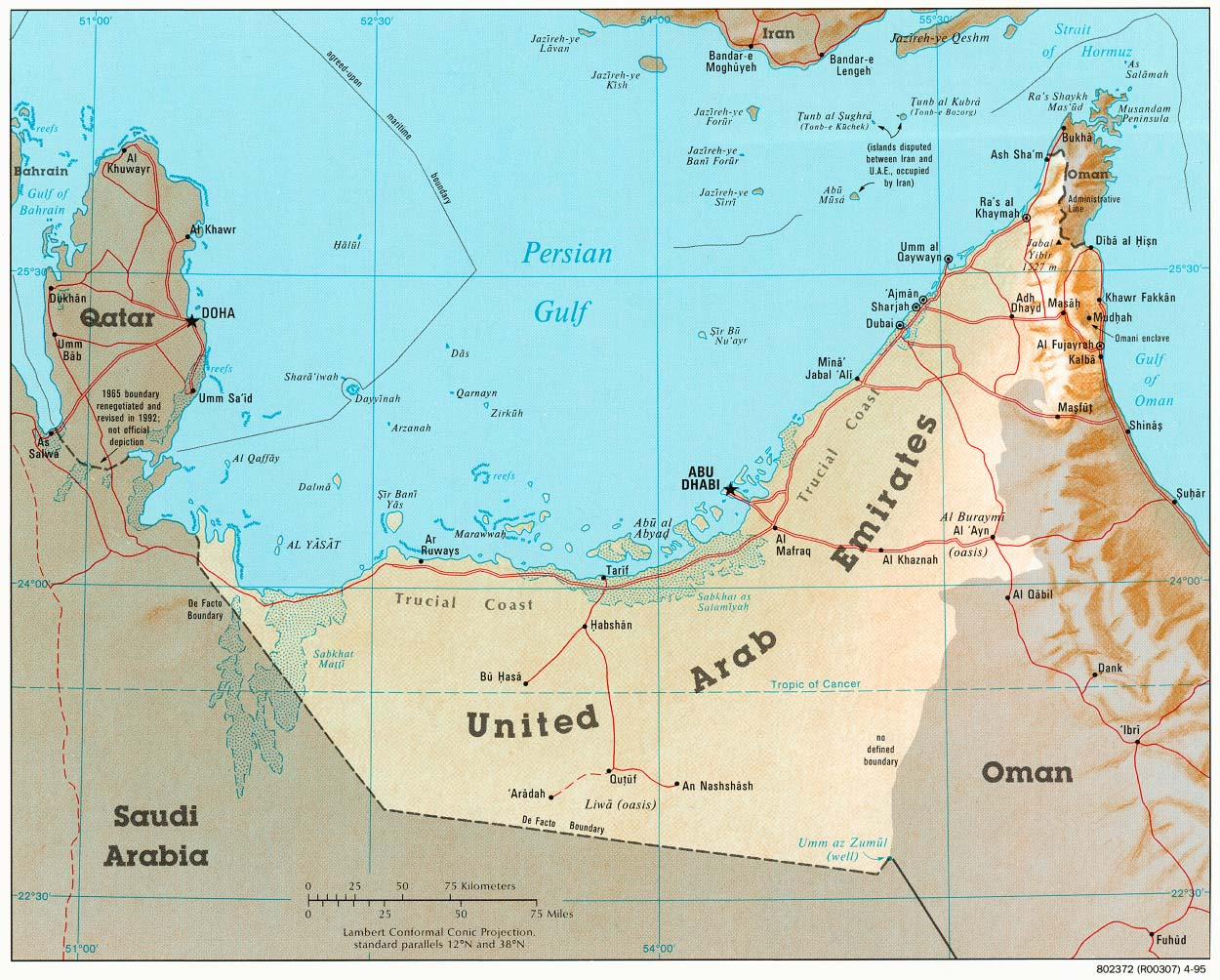
امارات متحده و مرزهای مورد مناقشه آن در سمت شرقی
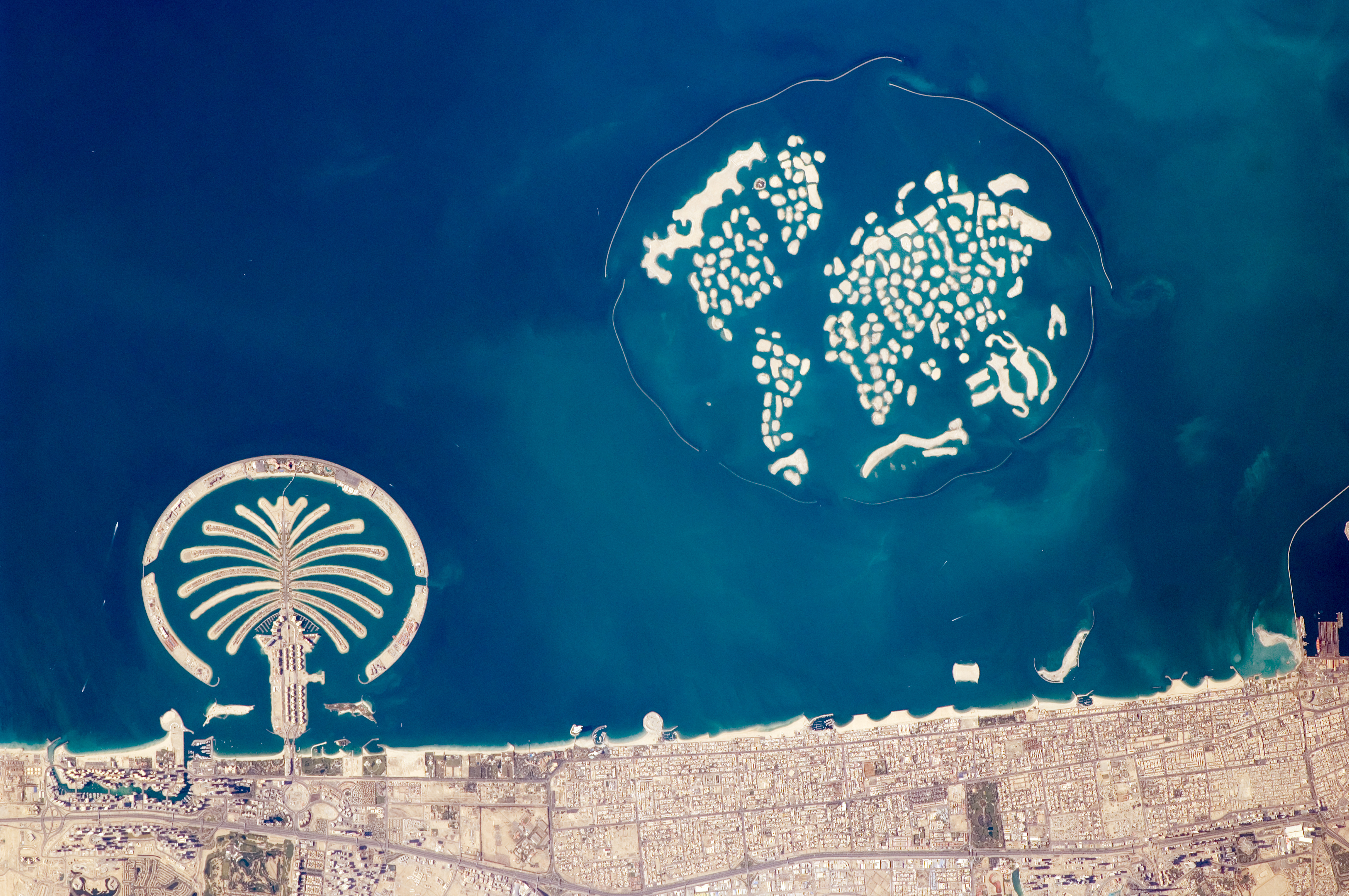
جزایر مصنوعی امارات متحده عربی